# 藤井浩
藤井 浩（ふじい ひろし、1970年 - ）は、日本人の音楽家。ギタリストでありドルサイナ（日本ではチャルメラと呼ばれる楽器）の演奏家でもある。

## 経歴
昭和45年（1970年）、兵庫県神戸市東灘区生まれ。神戸市立東落合中学校、兵庫県立長田高等学校卒業。1991年単身フランスに渡欧し、国立音楽学院｢レイ・レ・ローズ」でタニア・シャニョーに学ぶ。その後、1992年よりスペインに移動、アルコイ市に於いてギターの巨匠ホセ・ルイス・ゴンザレスに師事する。バレンシア音楽院でチャビ・リチャールに就き2000年にドルサイナ課を修了。現在はスペイン・アルコイ市に在住し、アルコイ民族音楽学校｢Barxell｣ に於いて指揮、指導にあたっている。またスペインを中心とした欧州と日本で演奏活動を行っている。ギターの演奏では師匠のホセ・ルイス・ゴンザレスが生前使用していたクラシックギターを譲り受けて使用している。
2013年、スペインの連続TV小説「エル・セクレト・デ・プエンテ・ビエッホ」出演。
2016年、スペイン・アルコイ市の国際観光行事の｢モーロ人とキリスト教徒の祭り」のオープニング指揮者に外国人として初めて選ばれる。
2017年、アルコイ市交響楽団とアランフェス協奏曲を演奏。
同年、日本のテレビ局から密着取材を受ける。同年8月21日に、テレビ東京系列『世界ナゼそこに?日本人 〜知られざる波瀾万丈伝〜』にて放映される。